# アンドレア・ジャーニ
アンドレア・ジャーニ（Andrea Giani、1970年4月22日 - ）は、イタリアの男子バレーボール選手、指導者。元イタリア代表。

## 来歴
ナポリ出身。父のダリオ・ジャーニは1964年東京オリンピックに出場した元ボート競技選手。中学校在学時に見出されてサバウディアのジュニアチームからバレーボールを始め、14歳でセリエA2・サバウディアへ入団。1985年、15歳でセリエA1・パルマへ入団した。在籍した10年間にリーグ優勝を3度飾り、当時イタリア代表でチームメイトだったアンドレア・ゾルジと共にパルマの中心選手として活躍した。1996年に移籍したモデナでも2度のリーグ優勝を飾った。
1988年5月6日、ルッカで行われたイタリア-フィンランド戦（3-0）で代表デビューを飾り、2005年に代表を退くまでイタリア代表の歴代1位となる通算474試合に出場。1988年ソウルオリンピック（9位）、1992年バルセロナオリンピック（5位）、1996年アトランタオリンピック（銀メダル）、2000年シドニーオリンピック（銅メダル）、2004年アテネオリンピック（銀メダル）のイタリア男子史上最高の5大会連続オリンピック出場を果たしたほか、世界選手権3連覇、ワールドリーグ7度優勝、欧州選手権4度優勝に貢献した。1995年ワールドカップと1994年ワールドリーグで最優秀選手賞、1998年ワールドリーグでベストブロッカー賞を受賞した。
2008年10月23日、フリオ・ベラスコ、アンドレア・ガルディーニに続き、イタリアで3人目となるバレーボール殿堂入りを果たす。オポジット、レフト、ミドルブロッカーと幅広いポジションをこなし、1990年代に最も活躍したバレーボール選手の一人であり、「イタリアバレーボール界の英雄」と呼ばれた。
なお、イタリア政府からは2000年7月にイタリア共和国功労勲章カヴァリエーレ、2004年9月に同功労勲章ウッフィチャーレを受章している。
現役引退後は指導者の道を歩み、2007年にモデナの監督に就任。2008-09年のシーズン途中で監督を降板した。2009年にセリエA2・Mローマの監督に就任し、2010年コッパ・イタリアA2で優勝、A2プレーオフ・ファイナルで優勝し、Mローマを2年ぶりのA1復帰へと導いた。
2015年3月、スロベニア代表監督に就任。
2022年3月、フランス代表監督に就任。

## 球歴
ナショナルチーム代表歴
- オリンピック - 1996年（銀メダル）、2000年（銅メダル）、2004年（銀メダル）
- 世界選手権 - 1990年、1994年、1998年（金メダル）
- ワールドカップ - 1995年（金メダル）、1999年（銅メダル）、2003年（銀メダル）
- ワールドグランドチャンピオンズカップ - 1993年（優勝）
- ワールドリーグ - 1991年、1992年、1994年、1995年、1997年、1999年、2000年（優勝）

- 1996年、2004年（準優勝）、1993年、2003年（3位）
- 欧州選手権 - 1993年、1995年、1999年、2003年（優勝）、1991年（準優勝）、1997年（3位）

クラブチーム優勝歴
- セリエA1 - 1990年、1992年、1993年、1997年、2002年
- コッパ・イタリア - 1987年、1990年、1992年、1997年、1998年
- イタリア・スーパーカップ - 1997年
- CEVカップ - 1992年、1995年
- 欧州チャンピオンズリーグ - 1997年、1998年
- 欧州スーパーカップ - 1989年、1990年
- トップチームズカップ - 1988年、1989年、1990年

## 所属クラブ
- ポリスポルティバ・サバウディア（1984-1985年）
- パッラヴォーロ・パルマ（1985-1996年）
- モデナ・バレー（1996-2007年）

## 指導歴
- モデナ・バレー（2007-2008年）
- Mローマ・バレー（2009-2012年）
- ブル・バレー・ヴェローナ（2013-2016年）
- バレーボールスロベニア男子代表（2015-2016年）
- バレーボールドイツ男子代表（2017-2021年）
- パワーバレー・ミラノ（2017-2019年）
- モデナ・バレー（2019-2023年）
- バレーボールフランス男子代表（2022-）